# Mattskär
Mattskär är en ö i Åland (Finland). Den ligger i Skärgårdshavet och i kommunen Geta i landskapet Åland, i den sydvästra delen av landet. Ön ligger omkring 35 kilometer norr om Mariehamn och omkring 290 kilometer väster om Helsingfors.
Öns area är 50,5 hektar och dess största längd är 1,5 kilometer i sydöst-nordvästlig riktning. Ön höjer sig omkring 10 meter över havsytan.